# Zentrum für Sozialforschung Halle
Das Zentrum für Sozialforschung Halle e.V. (zsh) an der Martin-Luther-Universität Halle-Wittenberg wurde 1995 von Burkart Lutz gemeinsam mit halleschen Hochschullehrern gegründet. Seit 1996 ist das zsh ein An-Institut der Martin-Luther-Universität Halle-Wittenberg. Seit 2012 wird es von Everhard Holtmann geleitet.
Die Rechtsform ist die eines eingetragenen Vereins, der Sitz ist in Halle (Saale). Im Institut arbeiten ca. 15 Mitarbeitern, hauptsächlich mit sozialwissenschaftlicher Ausbildung. Seit 2010 ist das zsh an der Berufsausbildung zum Fachangestellten für Markt- und Sozialforschung aktiv beteiligt. Im Rahmen von Lehrverpflichtungen und der Betreuung von Praktikanten, Diplomanden und Doktoranden sowie der Beschäftigung studentischer Hilfskräfte ist das zsh aktiv an der Ausbildung von Sozialwissenschaftlern in Halle beteiligt.
Das Forschungsgebiet ist die Arbeits- und Industriesoziologie sowie Projekte, deren Ergebnisse zum einen in die wissenschaftlichen Fachdiskussionen eingehen und zum anderen empfehlenden Charakter für Politik und Unternehmen tragen. Zu den Auftraggebern zählen unter anderem verschiedene Bundes- und Landesministerien (z. B. das Bundesministerium für Bildung und Forschung oder das Ministerium für Wirtschaft und Arbeit des Landes Sachsen-Anhalt), Stiftungen (wie die Hans-Böckler-Stiftung oder die Otto-Brenner-Stiftung) als auch Unternehmen, Arbeitgeber- und Arbeitnehmervertretungen und regionale Gebietskörperschaften.
Das zsh unterhält Kooperationsbeziehungen mit anderen Forschungseinrichtungen in der Bundesrepublik, z. B. dem Institut für Arbeitsmarkt- und Berufsforschung (iab), dem Bundesinstitut für Berufsbildung (BIBB), dem Niedersächsischen Institut für Wirtschaftsforschung (NIW) und dem Institut für Wirtschaftsforschung Halle (IWH). Im universitären Bereich forscht das Zentrum für Sozialforschung Halle am Sonderforschungsbereich 580 „Gesellschaftliche Entwicklung nach dem Systemumbruch. Diskontinuität, Tradition und Strukturbildung“ der Martin-Luther-Universität Halle-Wittenberg und der Friedrich-Schiller-Universität Jena.
Die Finanzierung erfolgt ausschließlich über Projektgelder.
Gegenwärtig stehen folgende Schwerpunkte im Zentrum der Forschungsarbeit:
- Arbeitsmarkt, Ausbildungssysteme, Einmündungs- und Berufsverläufe

Typische Inhalte dieses Schwerpunktes sind Arbeitsmarktprozesse, Bildungs- und Erwerbsbiographien, Bürgerarbeit, Handlungsorientierungen und -kompetenzen verschiedener Personengruppen (z. B. Jugendliche, Frauen) sowie Ausbildungssysteme mit einem Schwerpunkt auf der beruflichen Aus- und Weiterbildung.
- Unternehmensstruktur und betriebliche Strategien

Hier werden Fragen betrieblicher Reorganisation, personalwirtschaftlicher Strategien und zwischenbetrieblicher Vernetzung sowie die Vereinbarkeit der Anforderungen von Arbeitswelt und Lebenswelt (vor allem bei Schichtarbeit) als auch die Vereinbarkeit von Erwerbsarbeit und Pflege bearbeitet. Ein besonderer Fokus liegt auf der Arbeit mit kleinen und mittleren Unternehmen (KMU).
Ein Hauptaugenmerk der inhaltlichen Arbeit liegt dabei auf den Konsequenzen des demografischen Wandels für die Entwicklungen auf dem Arbeitsmarkt und im Dualen Berufsausbildungssystem der Bundesrepublik Deutschland. Dafür werden im zsh empirische Untersuchungen mit Mitteln der quantitativen Sozialforschung durchgeführt. Dazu zählen u. a. telefonische Befragungen von Betrieben im vom zsh geführten CATI-Labor.